# Dorfstetten
Dorfstetten é um município da Áustria localizado no distrito de Melk, no estado de Baixa Áustria.

## Geografia
O município ocupa uma superfície de 33,09 km². 80,69 % da sua superfície são florestados.

## População
Dorfstetten tinha só 622 habitantes no fim de 2005. (2001:632; 1991:631; 1981:654; 1971:696)

## Política
O Burgomestre da freguesia é Alois Fuchs (ÖVP).

### Câmara Municipial
- ÖVP 10
- SPÖ 5